# Akira Gunji

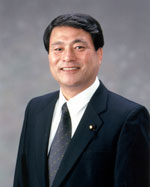
Akira Gunji

Akira Gunji (jap. 郡司 彰 Gunji Akira; * 11. Dezember 1949 in Mito, Ibaraki) ist ein ehemaliger japanischer Politiker (DPJ→DFP→partei- und fraktionslos→parteiloses Mitglied der KDP-Fraktion→KDP). Von 1998 bis 2022 war er Senator für Ibaraki, von 2016 bis 2019 Vizepräsident des Senats. In der umgebildeten Regierung von Premierminister Yoshihiko Noda war er von Juni bis Dezember 2012 Landwirtschaftsminister.

## Leben
Gunji beendete sein Studium an der Meiji-Gakuin-Universität vorzeitig und arbeitete anschließend für das Unternehmen Isejin, ein Betreiber von Hotels und Hochzeitsstätten aus Ibaraki. Er beteiligte sich 1989 an der Gründung des Gewerkschaftsbundes für Landwirtschafts-, Forst- und Fischereipersonal (Zenkoku Nōdanrō), einem der kleineren Mitgliedsverbände von Rengō. Er wurde dort zunächst Vizesekretär (shokijichō), 1990 stellvertretender Vorsitzender (fuku-iinchō) und 1992 Sekretär des Präfekturverbandes Ibaraki. 1993 wurde er Vorstandsmitglied des Rengō Ibaraki.
Bei den Senatswahlen 1998 kandidierte Gunji für die gerade „neu“ gegründete, vergrößerte Demokratische Partei in Ibaraki (zwei Senatoren pro Wahl) und wurde mit dem höchsten Stimmenanteil gewählt, 2004 und 2010 jeweils auf Platz zwei hinter Hiroshi Okada (Liberaldemokratische Partei) im Amt bestätigt. In der Partei schloss er sich der gewerkschaftsnahen Yokomichi-Gruppe von Ex-Sozialisten an. In den 2000er Jahren übernahm er den Vorsitz in mehreren Senatsausschüssen, 2004 bis 2005 im Umweltausschuss, 2007 im Ausschuss für Verwaltungsaufsicht und von 2007 bis 2009 im Landwirtschaftsausschuss.
Nach dem Gewinn der Mehrheit im Abgeordnetenhaus durch die Demokratische Partei 2009 und der resultierenden Regierungsübernahme wurde Gunji neben Masahiko Yamada (später durch Takashi Shinohara ersetzt) Vizeminister im Ministerium für Landwirtschaft, Forsten und Fischerei, wo er bis September 2010 blieb. Im Juni 2012 wurde er bei einer Kabinettsumbildung zum zuständigen Minister in der Regierung Noda berufen und löste damit Michihiko Kano ab, der bereits seit der Vorgängerregierung von Naoto Kan amtiert hatte.
Im August 2013 wurde Gunji gegen Toshimi Kitazawa aus Nagano mit 33 zu 24 Stimmen zum Vorsitzenden der Senatsfraktion der Demokratischen Partei gewählt und löste damit Azuma Koshiishi ab, der nach sieben Jahren an der Spitze der Fraktion nach den Senatswahlen 2013 Vizepräsident des Senats wurde. Auch in der im März 2016 gegründeten Demokratischen Fortschrittspartei führte er zunächst die Senatoren.
Bei der Senatswahl 2016 wurde Gunji in Ibaraki zum vierten Mal gewählt. Anschließend wurde er selbst Vizepräsident der Kammer, nachdem Koshiishi aus dem Parlament ausgeschieden war. Vor der Fusion der Demokratischen Fortschrittspartei mit der Partei der Hoffnung 2018 verließ Gunji die Partei. Im August 2019 löste ihn Toshio Ogawa als Vizepräsident ab und Gunji schloss sich der Fraktion der Konstitutionell-Demokratischen Partei an. Im September 2020 wurde er bei der Vergrößerung der KDP um einen Teil der DVP und Mitglieder der bis dahin vorübergehend gemeinsamen Fraktion auch Mitglied der Partei.
Wie Gunji bereits im November 2021 angekündigt hatte, zog er sich zur Wahl 2022 aus der Politik zurück.